# Lyncina broderipii
Espèce
Synonymes
- Cypraea broderipii

Lyncina broderipii est une espèce de mollusques gastéropodes appartenant à la famille des Cypraeidae.
Cette "porcelaine" vit par une quarantaine de mètres de fond. Sa robe est généralement de couleur rose, beige ou rouge orangé. Elle mesure à sa taille adulte entre 8,5 et 11 cm. Le marché des collectionneurs étant très contrôlé en ce qui concerne cette espèce, le prix des coquilles est très élevé. 
- Répartition : ouest de l’océan Indien.
- Longueur : 11,5 cm.

## Source
- Cet article est partiellement ou en totalité issu de l'article intitulé « Cypraea broderipii » (voir la liste des auteurs).
- Arianna Fulvo et Roberto Nistri (2005). 350 coquillages du monde entier. Delachaux et Niestlé (Paris) : 256 p.  (ISBN 2-603-01374-2)